# Marko Glavic
Marko Glavic (Pickering, ...) è un ex giocatore di football americano canadese, che ha giocato come quarterback.
Nel suo periodo ai Calanda Broncos ha vinto il titolo europeo ed è stato dirigente del Genève-Servette Hockey Club. Dopo il ritiro dal football giocato è stato brevemente nella dirigenza dei Toronto Argonauts.
Suo fratello Sasha ha giocato in CFL e tra il 2010 e il 2012 è stato suo compagno di squadra ai Broncos.

## Palmarès
- 1 Eurobowl (Calanda Broncos: 2012)